# جلگه ارومیه
جلگه ارومیه یا دشت ارومیه منطقه‌ای است به وسعت ۷۰ کیلومتر در ۳۰ کیلومتر که در غرب دریاچه ارومیه واقع شده‌است.

## گستره
این جلگه یا دشت به دو منطقه شمالی و جنوبی تقسیم می‌شود. قسمت جنوبی جلگه از شهر ارومیه آغاز می‌شود.

## ساختار
جلگه‌های شرق منطقه ارومیه دارای خاک‌های رسی هستند که در دوره هولوسن تشکیل شده‌اند. در این هنگام، ذرات ریز خاک و در حدود اندازه ذرات رس باعث ایجاد تشکیلات آبرفتی یا تشکیلات رسوبی رودخانه‌ای شدند. در گذشته، بخشی از جلگة ارومیه زیر آب دریاچه ارومیه بوده‌است؛ برای نمونه، در آغاز پلیوسن گستره دریاچه به دو برابر مساحت فعلی می‌رسیده و سطح آب آن تا حدود ۳۰ متر مرتفع‌تر از ارتفاع فعلی بوده‌است. امروزه به دلیل تأثیر آب شور دریاچه، بخش گسترده‌ای از زمین‌های اطراف دریاچه شور و باتلاقی شده‌اند و به تدریج از وسعت دریاچه کم می‌شود و به سطح زمین‌های شور و باتلاقی اضافه می‌شود.
ضخامت رسوب‌های آبرفتی ۱۰۰ تا ۱۵۰ متر می‌باشد.